# بول هاندرسن
بول جارنت هندرسون (بالإنجليزية: Paul Henderson)‏ مواليد 28 يناير 1943 في أونتاريو، كندا، هو لاعب جناح أيسر سابق لهوكي الجليد. لعب هندرسون لعب 13 مواسم في دوري الهوكي الوطني (هوكي الجليد) مع ديترويت ريد وينغز وتورونتو مابل ليفز ونيران أتلانتا وتورونتو توروس وبرمنغهام بولس. لعب أكثر من 1000 مباراة في اثنين من البطولات الكبرى، وسجل 376 الأهداف و758 نقطة.

## روابط خارجية
- بول هاندرسن على موقع دوري الهوكي الوطني (الإنجليزية)
- بول هاندرسن على موقع EliteProspects.com (الإنجليزية)
- بول هاندرسن على موقع HockeyDB.com (الإنجليزية)
- بول هاندرسن على موقع Hockey-Reference.com (الإنجليزية)
- بول هاندرسن على موقع قاعة كندا للمشاهير الرياضية (الإنجليزية)
- بول هاندرسن على موقع قاعة أونتاريو للمشاهير الرياضية (مؤرشف) (الإنجليزية)